# Lục Vân Tiên
Lục Vân Tiên (chữ Nôm: 蓼雲仙) là một tác phẩm truyện thơ Nôm của Nguyễn Đình Chiểu, được sáng tác theo thể lục bát vào đầu những năm 50 của thế kỷ 19. Đây là một trong những sáng tác có vị trí cao của văn học Việt Nam. Bản chữ Quốc ngữ lần đầu tiên được in chung với bản dịch tiếng Pháp của Abel des Michels với tiêu đề Lục Vân Tiên ca diễn: les poèmes de l'Annam xuất bản năm 1883 tại Paris.
Truyện Lục Vân Tiên (mà người miền Nam thường gọi là thơ Lục Vân Tiên) là một cuốn tiểu thuyết về luân lý, cốt bàn đạo làm người với quan niệm văn dĩ tải đạo. Tác giả muốn đem gương người xưa mà khuyên người ta về cương thường – đạo nghĩa.

## Phiên bản
Truyện Lục Vân Tiên được viết bằng thể lục bát. Vì được in nhiều lần nên có nhiều văn bản khác nhau, có khi thêm bớt cả nghìn câu thơ. Theo văn bản thường dùng hiện nay, truyện có 2082 câu thơ lục bát, kết cấu theo lối chương hồi.

## Tóm tắt nội dung
Lục Vân Tiên quê ở huyện Đông Thành, khôi ngô tuấn tú, tài kiêm văn võ. Nghe tin triều đình mở khoa thi, Vân Tiên từ giã thầy xuống núi đua tài. Trên đường về nhà thăm cha mẹ, gặp bọn cướp Phong Lai đang hoành hành, chàng đã một mình đánh tan bọn cướp, cứu được Kiều Nguyệt Nga. Cảm ân đức ấy, Nguyệt Nga tự nguyện gắn bó suốt đời với Vân Tiên và tự tay vẽ một bức hình chàng giữ luôn bên mình. Còn Vân Tiên tiếp tục cuộc hành trình, gặp và kết bạn với Hớn Minh, một sĩ tử khác.
Sau khi về nhà thăm cha mẹ, Vân Tiên cùng tiểu đồng lên đường đi thi, ghé thăm Võ Công, người đã hứa gả con gái là Võ Thể Loan cho chàng. Từ đây, Vân Tiên có thêm người bạn đồng hành là Vương Tử Trực, tới kinh đô lại gặp Trịnh Hâm, Bùi Kiệm. Thấy Vân Tiên tài cao, Trịnh Hâm và Bùi Kiệm sinh lòng đố kị, ghen ghét. Lúc sắp vào trường thi, Vân Tiên nhận được tin mẹ mất, liền bỏ thi trở về quê chịu tang. Dọc đường về, Vân Tiên đau mắt nặng rồi bị mù cả hai mắt, lại bị Trịnh Hâm lừa đẩy xuống sông. Nhờ giao long dìu đỡ đưa vào bãi, Vân Tiên được gia đình ông ngư cứu mạng. Sau đó, chàng lại bị cha con Võ Công hãm hại đem bỏ vào hang núi Thương Tòng. Được Du thần và ông Tiều cứu ra, Vân Tiên may mắn gặp lại Hớn Minh (vì trừng trị cậu công tử con quan ỷ thế làm càn mà Hớn Minh phải bỏ thi, sống lẩn tránh trong rừng). Hớn Minh đón Vân Tiên về an dưỡng bệnh. Khoa thi năm ấy Tử Trực đỗ thủ khoa, trở lại nhà họ Võ hỏi thăm tin tức Vân Tiên. Võ Công ngỏ ý muốn gả Thể Loan, bị Tử Trực cự tuyệt và mắng thẳng vào mặt, Võ Công hổ thẹn ốm chết.
Nghe tin Lục Vân Tiên đã chết, Kiều Nguyệt Nga thề sẽ thủ tiết suốt đời. Thái sư đương triều hỏi nàng cho con trai không được, đem lòng thù oán, tâu vua bắt Nguyệt Nga đi cống giặc Ô Qua. Thuyền đi tới biên giới, nàng mang theo bức hình Vân Tiên nhảy xuống sông tự tử. Phật Bà Quan Âm đưa nàng dạt vào vườn hoa nhà họ Bùi. Bùi Công nhận nàng làm con nuôi, nhưng Bùi Kiệm lại một hai đòi lấy nàng làm vợ. Nguyệt Nga phải trốn khỏi nhà họ Bùi, vào rừng, nương tựa một bà lão dệt vải.
Lục Vân Tiên ở với Hớn Minh, được tiên cho thuốc, mắt lại sáng, liền trở về nhà thăm cha, viếng mộ mẹ, thăm cha của Kiều Nguyệt Nga. Đến khoa thi, chàng đỗ Trạng nguyên và được nhà vua cử đi dẹp giặc Ô Qua. Hớn Minh được tiến cử làm phó tướng. Đánh tan giặc, Vân Tiên một mình lạc trong rừng, đến nhà bà lão hỏi thăm đường và gặp lại Nguyệt Nga. Chàng về triều tâu hết sự tình, kẻ gian ác bị trừng trị, người nhân nghĩa được đền đáp, Lục Vân Tiên và Kiều Nguyệt Nga sum vầy hạnh phúc.

## Tư tưởng chủ đạo
Mục đích chính của Nguyễn Đình Chiểu khi viết tác phẩm Lục Vân Tiên là để truyền dạy đạo lý làm người:
Hỡi ai lẳng lặng mà nghe

Dữ răn việc trước, lành dè thân sau

Trai thời trung hiếu làm đầu

Gái thời tiết hạnh là câu trau mình

Đạo lý đó có thể thâu tóm ở mấy điểm sau:
- Coi trọng tình nghĩa giữa người với người: tình cha con, mẹ con, tình nghĩa vợ chồng, bè bạn, tình yêu thương, cưu mang, đùm bọc những người gặp khó khăn, hoạn nạn.
- Đề cao tinh thần nghĩa hiệp, sẵn sàng cứu khốn phò nguy (Vân Tiên đánh cướp, Hớn Minh bẻ giò Đặng Sinh).
- Thể hiện khát vọng của nhân dân hướng tới lẽ công bằng và những điều tốt đẹp trong cuộc đời thông qua kết thúc có hậu của tác phẩm là thiện thắng ác, chính nghĩa thắng gian tà

## Nghệ thuật
Lục Vân Tiên là một trong những tác phẩm xuất sắc nhất của Nguyễn Đình Chiểu, truyện thơ Nôm mang tính chất là truyện để kể nhiều hơn là truyện để đọc và để xem. Truyện có kết cấu ước lệ gần như đã thành khuôn mẫu. Tác phẩm khắc họa thành công những phẩm chất đẹp đẽ của hai nhân vật Lục Vân Tiên và Kiều Nguyệt Nga.

## Đánh giá
- Cố Thủ tướng Phạm Văn Đồng đánh giá truyện Lục Vân Tiên như sau:

Phải hiểu đúng Lục Vân Tiên thì mới thấy hết giá trị của bản trường ca này. Đúng, đây là một bản trường ca ca ngợi chính nghĩa, những đạo đức đáng quý trọng ở đời, ca ngợi những người trung nghĩa!

## Ảnh hưởng
Đương thời, truyện Lục Vân Tiên đã chịu ảnh hưởng và có ảnh hưởng trở lại khá lớn đến tính cách hồn hậu của người dân Nam  Kỳ. Một số tôn giáo đặc trưng ở Nam Kỳ cũng được xem là chịu ảnh hưởng một phần của phong cách Lục Vân Tiên như Tứ Ân Hiếu Nghĩa, Đạo Ông Trần. Hiện nay, ngay phía sau khu chính điện (nơi Ông Trần thường ngồi giảng đạo) vẫn còn lưu giữ bộ ảnh (chữ Nôm) truyện Lục Vân Tiên (trước vẽ trên lụa, sau được vẽ trên kính).
Cho đến bây giờ, truyện Lục Vân Tiên vẫn giữ được vị trí của nó trong nền văn học Việt Nam. Với ngôn ngữ bình dân gần gũi nên mọi tầng lớp trong xã hội đều nhớ thuộc lòng có khi cả bài thơ. Ảnh hưởng của nó còn lan rộng ra cả toàn quốc, được lưu truyền dưới hình thức sinh hoạt văn hóa như "kể thơ", "nói thơ Vân Tiên", "hát Vân Tiên" ở Nam Kỳ và Nam Trung Kỳ.

## Chuyển thể
Năm 1957, Tống Ngọc Hạp đã đạo diễn và  sản xuất phim điện ảnh Lục Vân Tiên với hoa hậu Thùy Trang (Công Thị Nghĩa) trong vai Kiều Nguyệt Nga. Đây là phim màu đầu tiên của điện ảnh Việt Nam. 
Cuối thập niên 1990, đạo diễn Khương Mễ chỉ đạo sản xuất bộ phim video Lục Vân Tiên, Kiều Nguyệt Nga. Diễn viên Lý Hùng vai Lục Vân Tiên, Diễm Hương vai Kiều Nguyệt Nga, Ngọc Hiệp vai Kim Liên, Mộng Vân vai Phật Bà Quan Âm, Nguyễn Huỳnh vai Vương Tử Trực.
Năm 2004, Lục Vân Tiên đã được đạo diễn Phương Điền dựng thành phim truyền hình Lục Vân Tiên với sự tham gia của Chi Bảo vai Lục Vân Tiên, Hồng Ánh vai Kiều Nguyệt Nga, Trương Ngọc Ánh vai Võ Thể Loan, Mỹ Uyên vai Kim Liên, Kim Thư vai Hoài Như, Nguyên Vũ vai Vương Tử Trực, Quyền Linh vai Hớn Minh, Cao Minh Đạt vai Trịnh Hâm, Phước Sang vai Bùi Kiệm, Long Hải vai Lục ông, Ánh Hoa vai Lục bà, Quang Minh vai Bùi Công, Nguyễn Hậu vai Võ Công, Kim Tín vai Võ Bà, NSƯT Trần Minh Ngọc vai Kiều Công, Thân Thúy Hà vai Ngọc Điệp, Hoàng Nhân vai Cốt Đột, Phương Điền vai Phong Lai, Bảo Trung vai Vua nước Việt.
Năm 2017, Sân khấu kịch Idecaf đã cho ra mắt vở nhạc kịch Tiên Nga do NSƯT Thành Lộc biên soạn.